# Attaque de Kafolo
Guerre du Sahel
L'attaque de Kafolo se déroule le 10 juin 2020 pendant la guerre du Mali. Il s'agit de la première attaque djihadiste en Côte d'Ivoire depuis l'attentat de Grand-Bassam en 2016,.

## Prélude
Du 11 au 24 mai 2020, une opération baptisée « Comoé » est menée contre les djihadistes par les forces armées burkinabées et ivoiriennes. Cette opération aurait abouti à la destruction de la base djihadiste d'Alidougou, côté burkinabè, permis de tuer huit d'entre eux et d'arrêter 38 suspects. 

## Déroulement
Trois commandos venus du Burkina Faso traversent le fleuve Comoé à la nage avant d'attaquer le poste mixte de l'armée et de la gendarmerie ivoiriennes à Kafolo, une localité de 2 000 habitants en Côte d'Ivoire située près de la frontière avec le Burkina Faso, non loin de la zone où s'est tenue l'opération « Comoé »,,. Les combattants se replient ensuite sur leurs bases arrières situées au sud du Burkina.
Les trois chefs de la cellule sont Sidibé Ali, dit Sofiane, Sidibé Drissa et Abou Adama.
Selon des sources postérieures, le chef du commando était un certain Saïdou Sekou,
L'attaque n'est pas revendiquée, mais la katiba Macina du Groupe de soutien à l'islam et aux musulmans est suspectée d'en être à l'origine,,,. Les cellules de combattants seraient dirigées par Sidibé Abdoul Rasmané « Abdramani » alias Hamza, l'un des lieutenants d'Amadou Koufa qui aurait été envoyé dans la zone pour y implanter la katiba Macina.
Il s'agit alors de la première attaque djihadiste en Côte d'Ivoire depuis l'attentat de Grand-Bassam en 2016,.

## Pertes
Le nombre des victimes varie selon les sources. Le 11 juin, l'état-major burkinabé donne un bilan d'au moins dix soldats tués et six blessés contre un mort du côté des assaillants,. L'AFP indique qu'une première source ivoirienne fait état d'une « dizaine de victimes » chez les militaires contre un mort du côté des assaillants. Une deuxième source ivoirienne parle de « douze morts dont onze militaires et un gendarme », ainsi que de « six blessés et deux disparus », tandis qu'une troisième source évoque neuf morts. Une quatrième source, cette fois burkinabée, évoque « dix militaires et un gendarme tué, et deux autres portés disparus », ainsi qu'« un assaillant neutralisé ». L'agence Reuters indique que selon un haut gradé de l'armée ivoirienne, le bilan est de 12 militaires tués, sept blessés et deux gendarmes portés disparus.
Une semaine après l'attaque, le bilan définitif est d'après RFI et La Croix de douze militaires et gendarmes tués, six blessés et un mort chez les assaillants,.

## Suites
L'armée ivoirienne mène des opérations de ratissage pendant deux semaines et arrête Sidibé Ali, dit Sofiane, un des trois chefs des commandos ayant mené l'attaque de Kafolo, ainsi qu'une trentaine de suspects,. Il serait un homme de main de Sidibé Abdramani. 
De nouvelles attaques seront lancées à nouveau le 29 mars contre le poste avancé de l’armée de Kafolo (trois morts : un militaire des forces spéciales, un du bataillon de chasseur parachutistes et un civil, et cinq blessés dans les rangs de l’armée ivoirienne), ainsi que, à peu près au même moment, contre un poste de gendarmerie à Kolobougou, dans le département de Téhini, plus à l’est le long de la frontière avec le Burkina (un gendarme tué). Elles auraient à nouveau été planifiées par Saïdou Sékou. 